# إلام غريلي
إلام غريلي هو سياسي أمريكي، ولد في 13 أغسطس 1818، وتوفي في 13 سبتمبر 1882.